# Norrporten Arena
La Norrporten Arena est un stade de football, inauguré le 8 août 1903 à Sundsvall.

## Histoire
Initialement, le stade était ouvert de 7h00 du matin à 20h00 le soir. On pouvait y jouer football, bien entendu, mais aussi au tennis et au bowling. L'entrée était gratuite mais la pratique du sport payante. En 1928, la tribune principale est érigée. Disproportionnée par rapport au stade, elle y gagne le surnom de Holken (le nid). 
Il faudra ensuite attendre 2001-2002 pour voir une grande campagne de travaux sur le stade. À cette occasion, celui-ci se dote d'équipements modernes, comme d'un chauffage sous la pelouse qui permet de rendre le terrain praticable dès le printemps. Le 9 juin 2002, le roi Charles XVI Gustave inaugure officiellement l'Idrottsparken de Sundsvall, le plus grand équipement sportif du Norrland. 
Le 1er janvier 2006, le stade fait l'objet d'une opération de naming, et porte depuis le nom de l'entreprise immobilière Norrporten.

## Records
Le record d'affluence au stade dans sa configuration "football" a lieu le 15 octobre 1961 lors de la rencontre GIF Sundsvall-Högadals IS, comptant pour les barrages pour le maintien en Allsvenskan. 
Dans sa configuration « concert », le record est d'environ 24 000 spectateurs lors d'un concert du groupe suédois Gyllene Tider en 2004. 

## Galerie

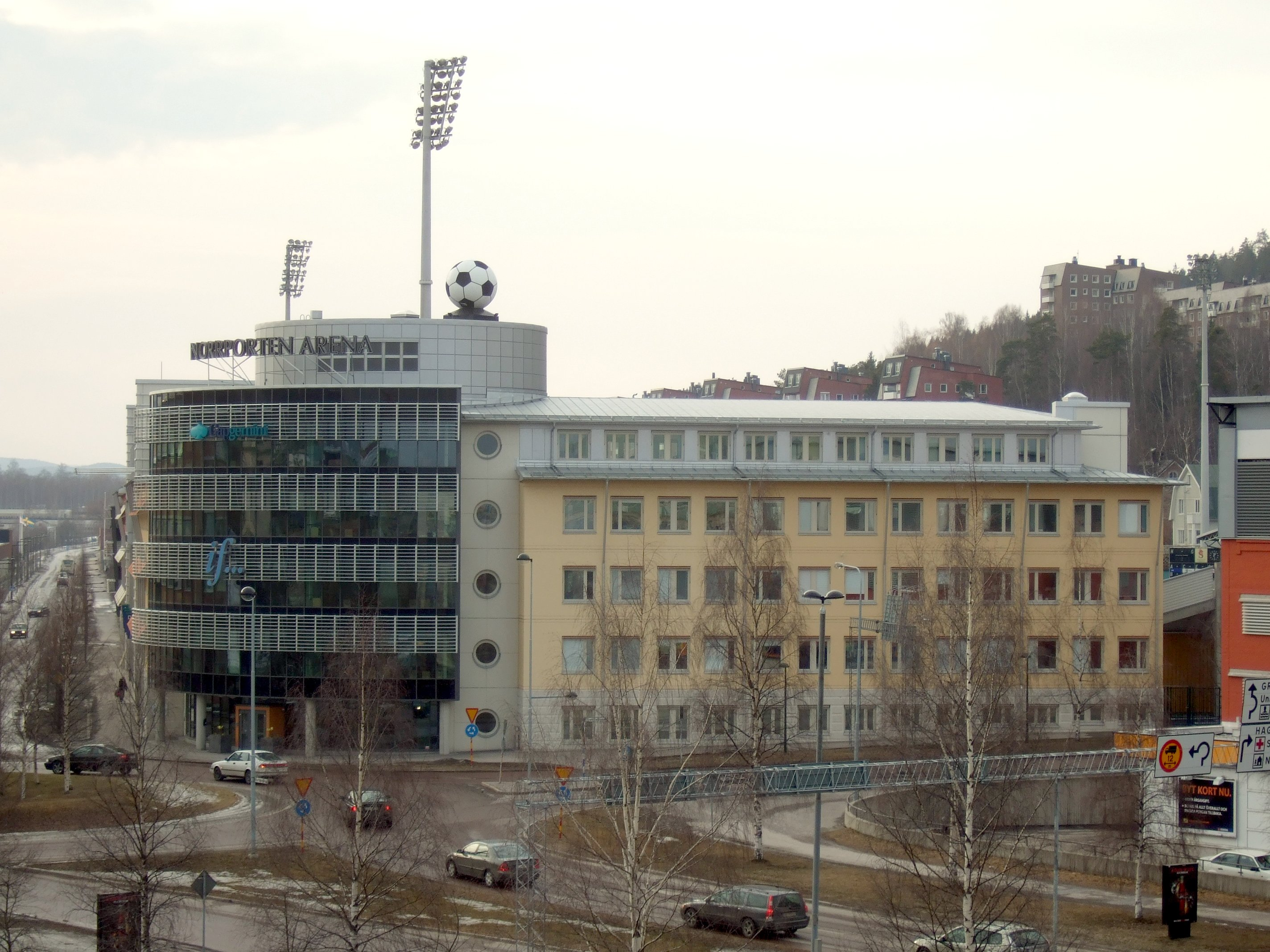